# Dysdera alentejana
Dysdera alentejana är en spindelart som beskrevs av José Vicente Ferrández 1996. Dysdera alentejana ingår i släktet Dysdera och familjen ringögonspindlar.
Artens utbredningsområde är Portugal. Inga underarter finns listade i Catalogue of Life.